# DEFCON
DEFense readiness CONdition (DEFCON) er et mål for beredskabet af det amerikanske forsvar. DEFCONs svarer til den militære alvorlighed af en situation. Standardprotokollen i fredstid er DEFCON 5, som derefter falder, jo mere en situation forværres. DEFCON 1 repræsenterer forventningen om et umiddelbart atomangreb og har så vidt vides aldrig været erklæret.
DEFCON-niveauet bliver bestemt af USA's præsident i samråd med USA's forsvarsminister (Secretary of Defense) og ordren implementeres gennem formanden for Joint Chiefs of Staff. Hvert DEFCON-niveau beskriver specifikke sikkerhedskrav, aktivering af tropper og scenarier for de grene, som der er tale om.
De forskellige grene af militæret (som hæren, flåden eller luftvåbnet) kan sagtens være i forskellige DEFCONs på samme tid.

## Niveauer
DEFCON 5Dette er niveauet til at beskrive et normalt militært beredskab i fredstid. En optrapning af det militære beredskab bliver som ofte besluttet af Joint Chiefs of Staff og bliver offentliggjort af den amerikanske forsvarsminister.
DEFCON 4Dette niveau svarer til et normalt beredskab med forhøjet efterretningstjeneste og øgede ressourcer til beskyttelse af den nationale sikkerhed.
DEFCON 3Dette niveau svarer til en forøgelse af beredskabet, hvilket betyder, at der er en risiko for krig. Radiokommunikation mellem de amerikanske styrker ændres til at bruge kryptering.
DEFCON 2Dette niveau forøger beredskabet til lige under maksimal beredskab. Det er ikke sikkert, hvor mange gange dette niveau har været opnået.
DEFCON 1Dette niveau svarer til maksimalt beredskab. Det er usikkert, om dette niveau nogensinde er blevet brugt, men det vil svare til forventningen om et umiddelbart eller allerede startet angreb på amerikanske militære styrker eller amerikanske besiddelser af en anden militærmagt.

## Historie

### Den kolde krig
Det højeste niveau, det amerikanske forsvar nogensinde har bekræftet at være i, var DEFCON 2. Under Cubakrisen den 22 oktober 1962 blev det amerikanske militær beordret til at gå til DEFCON 3. Den 23. oktober blev USAF's strategiske styrker (SAC) beordret til at gå til DEFCON 2, mens resten af det amerikanske militær forblev i DEFCON 3. SAC forblev i DEFCON 2 indtil 15. november.
Under det meste af den kolde krig var de amerikanske missilsiloer i DEFCON 4 i stedet for 5.

### Yom Kippur-krigen
Et højt beredskab blev også beordret i 1973 under Yom Kippur-krigen. Mens det amerikanske militær teknisk set var på DEFCON 3, så opererede det i nogle områder i DEFCON 2 for at afskrække sovjetiske flådefartøjer fra at sejle gennem Bosporus-strædet.

### Terrorangrebet den 11. september 2001
Den tredje gang, USA gik til DEFCON 3, var under Terrorangrebet den 11. september 2001.